# Uwe Hellstern
Uwe Felix Hellstern (* 6. August 1960 in Nordstetten) ist ein deutscher Politiker der AfD. Seit 2021 ist er Abgeordneter im Landtag von Baden-Württemberg.

## Leben
Hellstern wuchs in Nordstetten auf, das 1971 in die Stadt Horb eingegliedert wurde. Nach Realschule und Wirtschaftsgymnasium absolvierte er ein naturwissenschaftliches Studium, das er als Diplom-Chemiker abschloss. Er promovierte zum Dr. rer. nat.  Nach einer befristeten Universitätsanstellung arbeitete er im Geräte- und Anlagenbau.  Er wohnt in Horb, ist verheiratet und hat zwei Söhne.

## Politik
Hellstern war in seiner Jugend einige Jahre Mitglied der SPD und bei den Jusos aktiv. Seit 2015 ist er Mitglied der AfD. Er war bis Juli 2021 Beisitzer im Vorstand des Kreisverbands Calw/Freudenstadt. Seit den Kommunalwahlen 2019 ist er Mitglied des Kreistags des Landkreises Freudenstadt und Sprecher der AfD-Fraktion. Sein besonderes Interesse gilt Fragen der Wirtschaft sowie des Natur- und Umweltschutzes.
Bei der Landtagswahl in Baden-Württemberg 2021 erzielte Hellstern im Wahlkreis Freudenstadt 13,2 % der Stimmen und sicherte sich damit ein Zweitmandat. Bei der Landtagswahl 2026 kandidiert Hellstern nicht erneut.
Hellstern ist Mitglied im Ausschuss für Umwelt, Klima und Energiewirtschaft sowie im Ausschuss für Finanzen. Er war im Februar 2022 Mitglied der 17. Bundesversammlung zur Wahl des Bundespräsidenten.
Bei den Kommunalwahlen 2024 wurde Hellstern auch in den Gemeinderat von Horb am Neckar gewählt, wo er stellvertretender Fraktionsvorsitzender der AfD ist.

## Kontroversen
Anfang Dezember 2022 bezeichnete Hellstern auf seiner Facebookseite Alexander Gauland anlässlich von Äußerungen zum Iran u. a. aufgrund dessen „Einordnung von Corona als Schnupfen“ als „geistigen Neandertaler“ und dessen Ehrenvorsitz bei der AfD als Schande. Gauland habe „jede einzelne Wahl von uns torpediert und sabotiert“, konkret die „mühsam erarbeiteten guten Positionen zur Rente sabotiert. Dann hat er Alice Weidels anfangs hervorragende Strategie bei Corona sabotiert“, und „Sein Fliegenschiss-Statement ist mir vor anderthalb Jahren im Wahlkampf sehr oft vorgehalten worden“. Hellstern forderte, dass „in dieser Partei endlich aufgeräumt werden“ müsse. Grund war die in der AfD geführte Diskussion zur Zusammenarbeit mit dem Iran. Hellsterns Einlassungen wurden im Nachgang von der Presse aufgegriffen. Demnach wurde Hellstern der Parteiaustritt nahegelegt und ihm „außenpolitische Inkompetenz“ vorgeworfen.